# Phasme espagnol
Pijnackeria
Genre
Le Phasme espagnol a d'abord été décrit sous le nom binominal Leptynia hispanica, il fait maintenant partie du genre Pijnackeria. Ce phasme est présent dans le sud de la France et à l'est de l'Espagne. Il se nourrit uniquement de Dorycnium pentaphyllum, (« herbe aux Leptynia », dorycnie à 5 folioles ou badasse).
En 2009, l'espèce Leptynia hispanica a été séparée du genre Leptynia pour être placée dans le genre Pijnackeria créé pour l'occasion en l'honneur du professeur néerlandais Laas Pijnacker. Puis en 2013, l'espèce Pijnackeria hispanica a été redistribuée sur six espèces :
- Pijnackeria hispanica
- Pijnackeria masettii
- Pijnackeria lucianae
- Pijnackeria barbarae
- Pijnackeria lelongi
- Pijnackeria originis

L'espèce observable en France s'appelle Pijnackeria masettii. Avec le phasme gaulois et le phasme de Rossi, c'est l'une des seules espèces de phasmoptères que l'on peut observer à l'état naturel en France.